# Cultura de tecidos

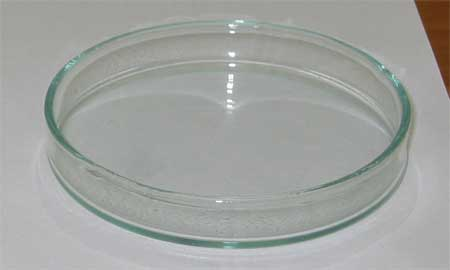
Placa de Petri, usada na cultura de tecidos.

Cultura de tecidos refere-se ao desenvolvimento de tecidos e/ou células separados de um organismo. Isto é facilitado tipicamente através do uso de um meio de cultura líquido, semi-sólido ou sólido, tais como um caldo ou ágar. A expressão "cultura de tecidos" é empregada mais frequentemente em referência a cultura de tecidos e células de animais, enquanto que a expressão mais específica cultura de tecidos de plantas é utilizada para vegetais.

## Histórico
Em 1885, Wilhelm Roux removeu uma porção da medula de um embrião de galinha e o conservou numa solução salina aquecida por vários dias, estabelecendo o princípio básico da cultura de tecidos.
Em 1907, o zoólogo Ross Granville Harrison demonstrou o crescimento de células nervosas de sapo num meio de linfa não drenada.

## Uso moderno
No uso moderno, "cultura de tecidos" geralmente se refere ao desenvolvimento de células eucariontes in vitro. A expressão é usada também como sinônimo de cultura de células especificamente para descrever cultura in vitro de células mamárias.
Todavia, "cultura de tecidos" pode também se referir a cultura de partes inteiras de tecidos, isto é explantes ou órgãos inteiros, ou seja, cultura de órgãos.

### Tecidos vegetais
- «Cultura de tecidos de plantas» por André Luis Coelho da Silva. Acessado em 31 de agosto de 2007.
- «Cultura de tecidos visando micropropagação e manipulação genética de plantas» em Laboratório de Biotecnologia Vegetal. Acessado em 31 de agosto de 2007.

### Tecidos animais
- «Ciência e animais de laboratório» por Renato Sérgio Balão Cordeiro. Em FeSBE. Acessado em 31 de agosto de 2007.
- ZATZ, Mayana.  Clonagem e células-tronco. Cienc. Cult. [online]. Julho/Set. 2004, vol.56, no.3 [citado em 31 de agosto de 2007], p. 23-27. Disponível na World Wide Web em: <Scielo>. ISSN 0009-6725.